# Hunze (riu)

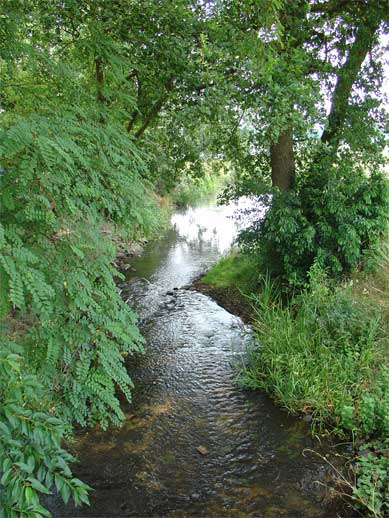
Riu Hunze

El Hunze és un riu que es troba als Països Baixos, a les províncies de Groningen i Drenthe. El nom vol dir "rierol de fang". El seu naixement és a l'est del poble Gasselte, que es troba al municipi d'Aa en Hunze. Aquest municipi deu el seu nom als rius Aa i Hunze.